# George Fish
George Fish (4 de abril de 1895 — 22 de fevereiro de 1977) foi um jogador de rugby union estadunidense, campeão olímpico.

## Carreira
Enquanto estudava na Universidade da Califórnia em Berkeley, representou os California Golden Bears no rugby union, futebol americano e natação. Depois de se formar, ele ingressou no Los Angeles Athletic Club. Fish se formou na Columbia Medical School da Universidade Columbia, tornando-se um médico renomado e ocupou muitos cargos de responsabilidade, tanto médicos quanto em organizações profissionais. Ele foi o autor de muitas publicações na área de urologia e nefrologia.
Ele integrou a equipe da Seleção dos Estados Unidos que conquistou a medalha de ouro nos Jogos Olímpicos de Verão de 1920 em Antuérpia. Na partida disputada no Estádio Olímpico em 5 de setembro de 1920, a seleção americana derrotou a favorita francesa por 8–0. Como esta foi a única partida disputada nesta competição, significou que os jogadores norte-americanos conquistaram a medalha de ouro. Juntamente com outros medalhistas de ouro do rugby union, ele foi incluído no Hall da Fama do IRB em 2012.